# Liquid
"Liquid" är en låt av den finländska rockgruppen The Rasmus, då kända som bara Rasmus. Den skrevs av bandets fyra medlemmar för deras tredje album Hellofatester från 1998. Låten gavs ut som albumets första och mest populära singel i september 1998. Det var gruppens första och enda samarbete med producenten The Nose, och kombinationen av stråkarrangemang och akustisk gitarr innebar en helt ny stil för bandet.
"Liquid" blev en kritikerhyllad låt i Finland där den framröstades till årets bästa låt och uppnådde andra plats på singellistan. En demoversion av låten har senare gjorts tillgänglig på samlingsalbumet Hellofacollection. 

## Låtskrivandet
Lauri Ylönen skrev texten till "Liquid" på bron till Drumsö i Helsingfors 1998. Melodin skapade han endast med akustisk gitarr, ett sätt han aldrig hade byggt upp låtar på innan. Enligt Ylönen var detta låten som fick bandet i en annan bana gällande deras musikstil. Karaktäristiskt för låten är även dess fiolsolo, framfört av den finländska musikern Riku Niemi. Produktionen var ett samarbete mellan producenten The Nose medan låten spelades in och mixades vid Millbrook Studio i Helsingfors av Juha Heininen.
I demoversionen av låten, som har släppts på samlingsalbumet Hellofacollection, finns det en del skillnader mellan den slutliga låten. En av de större ändringarna är exempelvis den första meningen "I go solid when you come around", som istället kom att bli "I go liquid when you come around".

## Låten släpps
Låten gavs ut som singel i början av september 1998, drygt en månad innan albumet Hellofatester. Den uppnådde andra plats på den finländska singellistan, vilket var den högsta placeringen av albumets singlar och blev därmed albumets mest populära låt. "Liquid" framröstades även till årets bästa låt i Finland av musikkritiker och fans.

## Liveframträdanden
Till skillnad från The Rasmus övriga material från deras år på Warner Music framförs "Liquid" fortfarande vid bandets konserter. När den spelas är det vanligen bara Lauri Ylönen som står på scen och framför den helt på akustisk gitarr.

## Musikvideo
En video har spelats in till låten i Finland som senare har kommit att få en del spelningar på MTV, och kan beskrivas som en av deras första professionellt skapade videor. Regissören till videon har aldrig kunnat bekräftats och har ibland varit ett omdiskuterat ämne bland fans, varav en del påstår att det var låtens producenter som också gjorde videon. Videon är avsedd att vara känslosam och går lite i slowmotion. Bandmedlemmarna står med sina instrument i en helsvart scensättning med natthimmel i bakgrunden. De visas aldrig tillsammans utan bara var för sig. Ett visst fokus ligger på Lauri Ylönen och en ung kvinna som i vissa scener hoppar hopprep och dyker under vatten.

## Låtlista
- CD-singel[6]

1. "Liquid" – 4:16

## Listplaceringar
| Lista (1998)            | Högsta placering |
| ----------------------- | ---------------- |
| Finländska singellistan | 2                |

## Medverkande
| The Rasmus - Lauri Ylönen – sång - Eero Heinonen – bas - Pauli Rantasalmi – gitarr - Janne Heiskanen – trummor | Produktion och övriga musiker - Producerad av The Rasmus & The Nose - Juha Heininen – inspelning, mixning (Millbrook Studio) - Mika Jussila – mastering (Finnvox Studios) - Riku Niemi – fiol - Hannu Pikkarainen – piano |

Information från CD-singeln.